# Maurits van Asch van Wijck
Henrick Maurits Jan van Asch van Wijck (Utrecht, 28 augustus 1850 - Utrecht, 9 april 1910) was een Nederlandse jonkheer en politicus.
Van Asch van Wijck was een Utrechtse jonkheer die voor de ARP in beide Kamers zat. Hij was de zoon van de Drentse Commissaris des Konings (tevens oud-Tweede Kamerlid). Hij vervulde functies in de rechterlijke macht in diverse delen van het land en werd nadien rechter in Utrecht. Hij was daar ook actief in raad en Staten. Tweemaal met ruime meerderheid tot Tweede Kamerlid gekozen in het district Wijk bij Duurstede, maar in 1901 na herverkiezing direct overgestapt naar de Eerste Kamer.
Van Asch van Wijck groeide op in de Nederlandse Hervormde Kerk, maar ging in 1886 met de Doleantie mee, die in 1892 resulteerde in de oprichting van de Gereformeerde Kerken in Nederland.
- Biografisch Portaal: 26638067
- Parlement.com: vg09lkxirqq9